# Europäische Konservative und Reformer/10. Legislaturperiode
Die folgende Liste enthält die Mitglieder der Fraktion Europäische Konservative und Reformer in der 10. Legislaturperiode.
| Land         | Partei/Bündnis                                                          | Partei/Bündnis | MdEP   | MdEP |
| Land         | National                                                                | Europapartei   | Anzahl | Mitglieder |
| ------------ | ----------------------------------------------------------------------- | -------------- | ------ | --- |
| Belgien      | Nieuw-Vlaamse Alliantie (N-VA)                                          | EFA            | 3/22   | Kris Van Dijck, Assita Kanko, Johan Van Overtveldt |
| Bulgarien    | Ima takaw narod (ITN)                                                   | EKR            | 1/17   | Iwajlo Waltschew |
| Dänemark     | Danmarksdemokraterne                                                    | EKR (I)        | 1/15   | Kristoffer Storm |
| Estland      | Eesti Keskerakond                                                       | –              | 1/7    | Jaak Madison (gewählt für EKRE, verließ Partei vor Konstituierung des Parlaments) |
| Finnland     | Perussuomalaiset (PS, Wahre Finnen)                                     | –              | 1/15   | Sebastian Tynkkynen |
| Frankreich   | Identité-Libertés                                                       | EKR            | 4/81   | Nicolas Bay, Marion Maréchal, Guillaume Peltier, Laurence Trochu |
| Griechenland | Elliniki Lysi (EL)                                                      | –              | 2/21   | Galato Alexandraki |
| Griechenland | Elliniki Lysi (EL)                                                      | EKR (I)        | 2/21   | Emmanouil Fragkos |
| Italien      | Fratelli d’Italia (FdI)                                                 | EKR            | 24/76  | Sergio Berlato, Stefano Cavedagna, Carlo Ciccioli, Alessandro Ciriani, Giovanni Crosetto, Elena Donazzan, Carlo Fidanza, Pietro Fiocchi, Alberico Gambino, Chiara Maria Gemma, Paolo Inselvini, Lara Magoni, Mario Mantovani, Giuseppe Milazzo, Denis Nesci, Michele Picaro, Daniele Polato, Nicola Procaccini, Ruggero Razza, Antonella Sberna, Marco Squarta, Francesco Torselli, Francesco Ventola, Mariateresa Vivaldini |
| Kroatien     | Dom i Nacionalno Okupljanje                                             | EKR            | 1/12   | Stephen Bartulica |
| Lettland     | Nacionālā apvienība „Visu Latvijai!“ – „Tēvzemei un Brīvībai/LNNK“ (NA) | EKR            | 2/9    | Rihards Kols, Roberts Zīle |
| Lettland     | Apvienotais saraksts (AS)                                               | EKR (I)        | 1/9    | Reinis Pozņaks |
| Litauen      | Lietuvos lenkų rinkimų akcija (LLRA)                                    | EKR            | 1/11   | Waldemar Tomaszewski |
| Litauen      | Lietuvos valstiečių ir žaliųjų sąjunga (LVZS)                           | EKR            | 1/11   | Aurelijus Veryga |
| Luxemburg    | Alternativ Demokratesch Reformpartei (ADR)                              | EKR            | –      | Fernand Kartheiser (bis 3. Juni 2025) |
| Niederlande  | Staatkundig Gereformeerde Partij (SGP)                                  | ECPP           | 1/31   | Bert-Jan Ruissen |
| Polen        | Prawo i Sprawiedliwość (PiS)                                            | EKR            | 18/53  | Adam Bielan, Tobiasz Bocheński, Joachim Brudziński, Waldemar Buda, Michał Dworczyk, Małgorzata Gosiewska, Mariusz Kamiński, Marlena Maląg, Arkadiusz Mularczyk, Piotr Müller, Daniel Obajtek, Bogdan Rzońca, Beata Szydło, Dominik Tarczyński, Maciej Wąsik, Jadwiga Wiśniewska, Anna Zalewska, Kosma Złotowski |
| Polen        | Solidarna Polska (SP)                                                   | EKR (I)        | 2/53   | Patryk Jaki, Jacek Ozdoba |
| Rumänien     | Alianța pentru Unirea Românilor (AUR)                                   | EKR            | 5/33   | Adrian-George Axinia, Gheorghe Piperea, Șerban-Dimitrie Sturdza, Claudiu-Richard Târziu, Maria-Georgiana Teodorescu |
| Rumänien     | Partidul Național Conservator Român (PNCR)                              | ECPP           | 1/33   | Cristian-Vasile Terheş |
| Schweden     | Schwedendemokraten (SD)                                                 | EKR            | 3/21   | Dick Erixon, Beatrice Timgren, Charlie Weimers |
| Spanien      | Se Acabó La Fiesta (SALF)                                               | –              | 2/61   | Nora Junco García, Diego Solier (beide seit 18. Dezember 2024) |
| Tschechien   | Občanská demokratická strana (ODS)                                      | EKR            | 3/21   | Ondřej Krutílek, Alexandr Vondra, Veronika Vrecionová |
| Zypern       | Ethniko Laiko Metopo (ELAM)                                             | EKR            | 1/6    | Geadis Geadi |
| Summe        | Summe                                                                   | Summe          | 79/720 | |

Mitglieder der Partei Europäische Konservative und Reformer (70)
Mitglieder der Europäischen Freien Allianz (3)
Mitglieder der Europäischen Christlichen Politischen Bewegung (2)
Unabhängige Fraktionsmitglieder (5)